# 1988 في البرازيل
فيما يلي قوائم الأحداث التي وقعت خلال عام 1988 في البرازيل.

## رياضة
- 3 أبريل – جائزة البرازيل الكبرى 1988 الفائز ألن بروست.

## ظهور
- 1 يناير – الخيميائي رواية من تأليف باولو كويلو.

## كتب
من الكتب التي صدرت هذه السنة في البرازيل:
- 1 يناير – الخيميائي من تأليف باولو كويلو.

## مواليد

### يناير
- 1 يناير – أليكس رافاييل لاعب كرة قدم برازيلي.
- 2 يناير – لياندرو أباريسيدو باديليا دي أوليفيرا لاعب كرة قدم برازيلي.
- 5 يناير – فيليبي دي ألميدا غوميز لاعب كرة قدم برازيلي.
- 13 يناير – تايسون لاعب كرة قدم برازيلي.
- 27 يناير – كيرلون لاعب كرة قدم برازيلي.
- 29 يناير – فينيسيوس سيلفا لاعب كرة قدم برازيلي.
- 30 يناير – أليسون ريكاردو لاعب كرة قدم برازيلي.

### فبراير
- 5 فبراير – جويلهيرمي أوليفيرا سانتوس لاعب كرة قدم برازيلي.
- 8 فبراير – ريناتو أوغوستو لاعب كرة قدم برازيلي.
- 11 فبراير – ويلينغتون لويس دي سوزا لاعب كرة قدم برازيلي.
- 15 فبراير – بولاو بريستس لاعب كرة سلة برازيلي.
- 15 فبراير – جوبسون لاعب كرة قدم برازيلي.
- 16 فبراير – دنيلسون بريرا نيفيس لاعب كرة قدم برازيلي.

### مارس
- 2 مارس – فاندر ساكرامينتو فييرا لاعب كرة قدم برازيلي.
- 8 مارس – إلياس باربوزا سوزا كامبوس لاعب كرة قدم برازيلي.
- 10 مارس – كلاريسا دوس سانتوس لاعبة كرة سلة برازيلية.
- 11 مارس – ألكسندر فير لاعب شطرنج برازيلي.
- 12 مايو – مارسيلو لاعب كرة قدم برازيلي.
- 20 مارس – دييغو باستوس ريبيرو لاعب كرة قدم برازيلي.
- 23 مارس – ليني فيرنانديز كويلو لاعب كرة قدم برازيلي.
- 27 مارس – كلاوديمير دي سوزا لاعب كرة قدم برازيلي.
- 28 مارس – إيفرتون ألميدا سانتوس لاعب كرة قدم برازيلي.
- 28 مارس – صمويل دو أروجو ميراندا لاعب كرة قدم برازيلي.

### أبريل
- 1 أبريل – كايك رودريغيز لاعب كرة قدم برازيلي.
- 2 أبريل – كلايتون دومينغيش لاعب كرة قدم برازيلي.
- 13 أبريل – أندرسون أوليفيرا لاعب كرة قدم برازيلي.
- 25 أبريل – جونيور دوترا لاعب كرة قدم برازيلي.
- 26 أبريل – تشارلي لويس ريت لاعب كرة قدم برازيلي.

### مايو
- 1 مايو – خوان نوغويرا
- 5 مايو – فيتور فافيراني لاعب كرة سلة برازيلي.
- 6 مايو – رامون موتا لاعب كرة قدم برازيلي.
- 7 مايو – برونو غالو لاعب كرة قدم برازيلي.
- 7 مايو – ديجاو لاعب كرة قدم برازيلي.
- 8 مايو – مايكون بيريرا دي أوليفيرا لاعب كرة قدم برازيلي.
- 11 مايو – فرناندو غابرييل لاعب كرة قدم برازيلي.
- 12 مايو – كلايتون كويلو دوس سانتوس لاعب كرة قدم برازيلي.
- 12 مايو – مارسيلو لاعب كرة قدم برازيلي.
- 20 مايو – ماغنو كروز لاعب كرة قدم برازيلي.
- 22 مايو – ويليام سانتانا لاعب كرة قدم برازيلي.
- 24 مايو – دانيال دياز سباح برازيلي.
- 24 مايو – رامون أوني موريرا راجح لاعب كرة قدم برازيلي.
- 27 مايو – جواو سوزا لاعب كرة مضرب برازيلي.
- 30 مايو – إديسون تيوفيلو سواريس لاعب كرة قدم برازيلي.

### يونيو
- 3 يونيو – رافائيل دي سوزا لاعب كرة سلة برازيلي.
- 7 يونيو – مارلوس لاعب كرة قدم برازيلي.
- 10 يونيو – جوناتاس بيلوسو لاعب كرة قدم برازيلي.
- 10 يونيو – خاير إدواردو بريتو دا سيلفا لاعب كرة قدم برازيلي.
- 11 يونيو – ماركوس أنتونيو ناسيمينتو سانتوس لاعب كرة قدم برازيلي.
- 23 يونيو – أنسلمو رامون لاعب كرة قدم برازيلي.

### يوليو
- 13 يوليو – ماركوس باولو لاعب كرة قدم برازيلي.
- 20 يوليو – تيليانا بيريرا لاعبة كرة مضرب برازيلية.
- 23 يوليو – ساندرو مانويل لاعب كرة قدم برازيلي.
- 25 يوليو – باولينيو لاعب كرة قدم برازيلي.

### أغسطس
- 8 أغسطس – ريكاردو ألفيس بيريرا لاعب كرة قدم برازيلي.
- 9 أغسطس – ويليان لاعب كرة قدم برازيلي.
- 21 أغسطس – كيروس ستانلي سواريس فيراز لاعب كرة قدم برازيلي.
- 29 أغسطس – هيربرت فيرنانديز دي أنداردي لاعب كرة قدم برازيلي.
- 31 أغسطس – إيلي سابيا لاعب ومدرب كرة قدم برازيلي.
- 31 أغسطس – جيفيرسون لوبيز فاوستينو لاعب كرة قدم برازيلي.

### سبتمبر
- 8 سبتمبر – رافاييل رامادزوتي دي كوادروس لاعب كرة قدم برازيلي.
- 14 سبتمبر – مايكون بيريرا روكي لاعب كرة قدم برازيلي.
- 21 سبتمبر – لوان مايكل دي لوزا لاعب كرة قدم برازيلي.
- 25 سبتمبر – تياغو ليما لاعب كرة قدم برازيلي.

### أكتوبر
- 1 أكتوبر – إريفيلتو إميليانو دا سيلفا لاعب كرة قدم برازيلي.
- 4 أكتوبر – ريناتو ريبيرو كاليكستو لاعب كرة قدم برازيلي.
- 7 أكتوبر – دييغو كوستا لاعب كرة القدم.
- 11 أكتوبر – واندرلي سانتوس لاعب كرة قدم برازيلي.
- 15 أكتوبر – فيليبي ماتيوني لاعب كرة قدم برازيلي.
- 24 أكتوبر – إدواردو نيتو لاعب كرة قدم برازيلي.

### نوفمبر
- 3 نوفمبر – برونو سيزار لاعب كرة قدم برازيلي.
- 3 نوفمبر – رينان بارديني بريسان لاعب كرة قدم برازيلي.

### ديسمبر
- 3 ديسمبر – كيريسون لاعب كرة قدم برازيلي.
- 12 ديسمبر – إيفانيلدو رودريغيز لاعب كرة قدم برازيلي.
- 25 ديسمبر – جواوزينيو لاعب كرة قدم برازيلي.

## وفيات

### فبراير
- 26 فبراير – إيكليديس باربوسا (مواليد 1909) لاعب كرة قدم برازيلي.

### مارس
- 13 مارس – رودولفو بارتيكزكو (مواليد 1910) لاعب كرة قدم برازيلي.

### أبريل
- 10 أبريل – تيوفيلو بيتينكورت بيريرا (مواليد 1900) لاعب كرة قدم برازيلي.